# دوگدا (روسیه)
دوگدا (به لاتین: Dugda) یک منطقهٔ مسکونی در روسیه است که در استان آمور واقع شده‌است.